# Wang Wupin
Wang Wupin (née le 18 janvier 1991) est une athlète chinoise, spécialiste du triple saut.
Elle bat son record le 8 mai 2015 à Pékin en 14,10 (vf +0,6) pour remporter le titre de Championne d'Asie à Wuhan un mois après.
Elle a été vice-championne du monde juniors au saut en longueur en 2010.